# Yushan (bergtop)
Yushan (traditioneel Chinees: 玉山, hanyu pinyin: Yùshān, "Jadeberg") is de hoogste berg van Taiwan. In het verleden werd de berg vaak "Mount Morrison" genoemd door de Engelssprekende expats en missionarissen. In 1857 werd de berg onderzocht door W. Morrison. Sinds 1953 behoort de berg tot de "Acht Gezichten van Taiwan" (臺灣八景).

## Referentie
1. ↑  (zh)  "台湾八景" via Baidu.com

Alishan · Kenting · Liefdesrivier · Nationaal Paleismuseum · Taipei 101 · Taroko · Yushan · Zon-Maanmeer